# Lotus 31

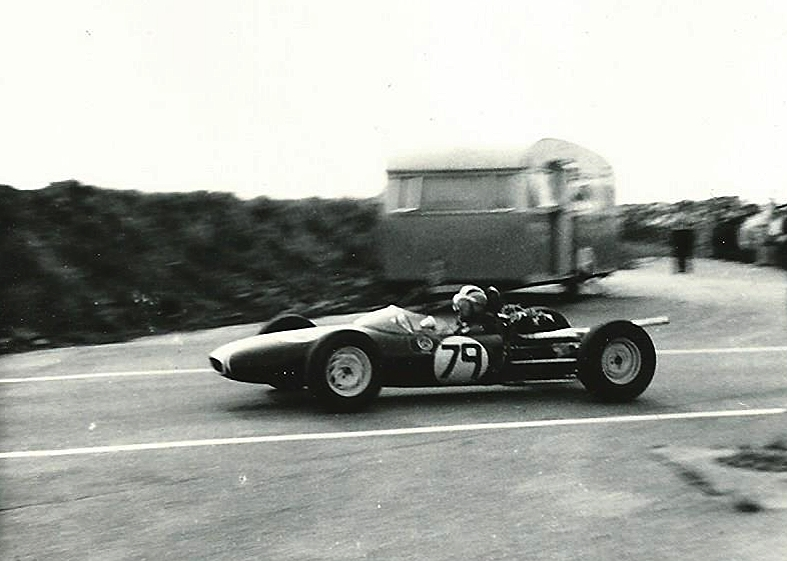
Lotus 31

Der Lotus 31 war 1964 der erste 1-Liter-Formel-3-Rennwagen des britischen Motorsportteams Lotus.

## Entwicklungsgeschichte und Technik
Der Lotus 31 war der erste Rennwagen der britischen Marke für die neue 1-Liter-Formel-3. Abgeleitet wurde der Wagen vom Lotus 22, dem Formel-Junior-Wagen von 1962. Der Wagen hatte einen Gitterrohrrahmen und wurde in einer kleinen Stückzahl aufgelegt. Bis Mitte 1964 waren alle Exemplare verkauft. Viele Privatiers rüsteten den Wagen jedoch auf die Formel Junior um. In der Regel kamen ein BMC-Motor von Janspeed oder ein 997-cm³-Motor von Cosworth zum Einsatz, die auch in der Formel Junior eingesetzt werden konnten. zumindest ein Exemplar wurde mit einem DKW-Motor ausgestattet. Die Motoren wurden mit Einzelvergasern von Weber oder SU ausgerüstet. Zwischen 1964 und 1965 wurden etwa 12 Exemplare gefertigt. Im Jahr 1966 wurden weitere 19 Fahrzeuge hergestellt. Einige der Exemplare gingen an die Motor Racing Stables-Rennfahrerschule in Brands Hatch.

## Renngeschichte
Lotus konnte aber die Erfahrung, die Cooper mit dem Bau von Formel-Junior- und Formel-3-Rennwagen hatte, in der Kürze nicht aufholen, und so stand die Saison in der britischen Formel-3-Meisterschaft ganz im Zeichen von Jackie Stewart, der in einem Cooper für das Team von Ken Tyrrell an den Start ging. Die Lotus 31 konnten nur in einem einzigen Formel-Junior-Rennen einen Sieg einfahren. In der Formel 3 blieben sie sieglos.
1965 wurde eine verbesserte Version angeboten, und 1966 wurde der Wagen schließlich vom Lotus 41 abgelöst.